# X павильон Варшавской цитадели
X павильон Варшавской цитадели  (пол. X Pawilon Cytadeli Warszawskiej) — место в Александровской цитадели, в котором в настоящее время находится отдел Музея независимости, посвящённый народно-освободительной борьбе во время российского господства. Руководитель учреждения — магистр Ежи Вонгродзкий (Jerzy Wągrodzki).

## История
X павильон был построен в 1828 году в рамках программы по строительству казарм как склад обмундирования. 5 июля 1833 начато переоборудование помещений под тюремные камеры и определено место центральной следственной тюрьмы для политзаключённых. Несколько сотен из них полегло на склонах крепости, тысячи вывезли на каторгу или сибирскую ссылку. С 1834 здесь работала следственная комиссия при главнокомандующем действующей армии и начальнике Царства Польского, которая была главным органом по расследованию политических преступлений в Царстве Польском. Среди узников X павильона были такие выдающиеся фигуры польской истории, как Аполлон Корженёвский (отец Джозефа Конрада), Ромуальд Траугутт, Юзеф Пилсудский, Александр Пристор, Феликс Эдмундович Дзержинский, Роман Дмовский, Ян Квапинский, Густав Эренберг, отец Пётр Сцегенный, Стефан Окшея, Пржедецкая, Стефания Бернардовна, Юзеф Цишевский и другие.
После Второй мировой войны доступ в X павильон вместе с прилегающей территорией был открыт в 1963. Официальное открытие музея состоялось 22 января в рамках празднования сотой годовщины Январского восстания.